# Pascals trossats
Pascals trossats är en statistisk analys av Blaise Pascal. Pascal var mycket intresserad av statistik och spelteori och applicerade de resonemangen på Gud. Enligt Pascal kunde man inte veta någonting om Gud, men om Gud finns blir man belönad om man tror på honom och om han inte finns har man inte förlorat något på sin religiösa tro. Kristendomen var den religion som gav det bästa utfallet och därför bör man tro på den. Därför, menade Pascal, borde man tro på Gud. Även om man inte gjorde det borde man leva som om Gud fanns för att på så sätt övertyga sig om den saken. Till sist kommer man då att tro på riktigt.
Det första argumentet mot denna sats är att den ställer upp ett falskt dilemma: borde vi inte i samma spelteoretiska resonemang kunna räkna med andra gudar, som i sin natur kan anses vara än mer straffande? Detta motargument visar att vi lika gärna kan acceptera vilken annan gud som helst beroende på vilken utgång vi kan förvänta oss om vi inte tror på en viss gudom.
Pascal har indirekt försvarat sig mot detta motargument genom att i andra verk argumentera för att kristendomen åtminstone är överlägsen islam och judendom.